# Cultura sonso temprano

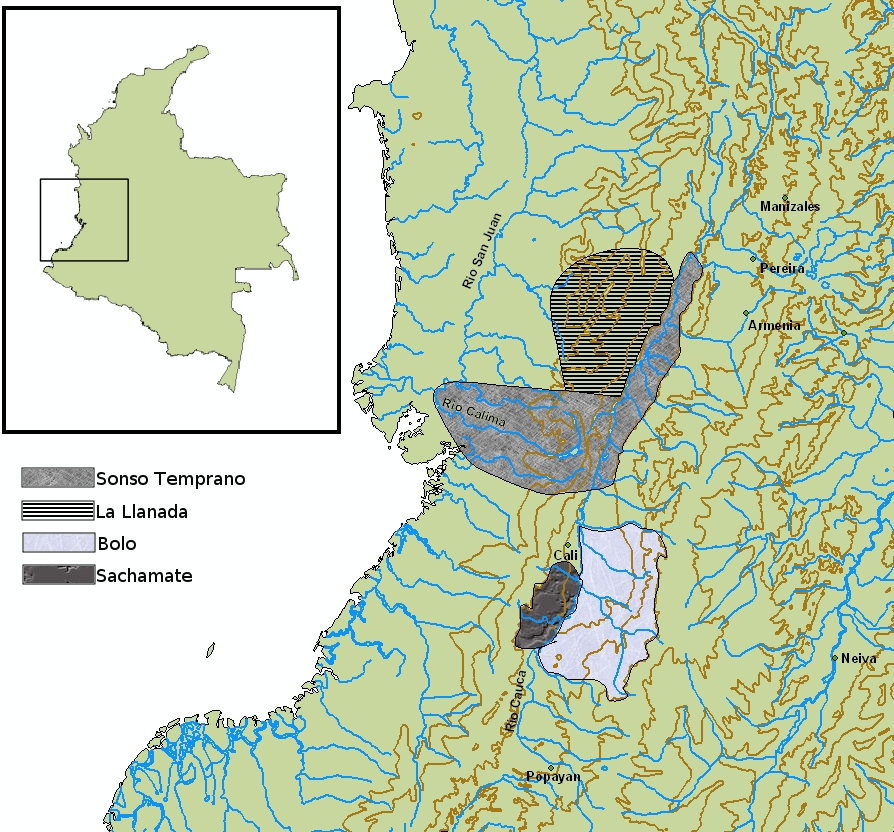
Culturas precolombinas durante el Tardío I.

La cultura sonso temprano es una cultura precolombina del periodo Tardío I, que habitó entre los años 500 - 1200 en las siguientes zonas geográficas del valle del Cauca:
- Márgenes norte y sur del río Calima desde la cordillera Occidental hasta la desembocadura en el río San Juan (Colombia).
- La región de los municipios de La Cumbre.
- El valle geográfico del río Cauca, desde Amaime hasta el río La Vieja.

Los Sonso Temprano cohabitaron en esta región con los Yotoco y al empezar el periodo Tardío II evolucionaron socioeconómicamente hacia la cultura Sonso Tardío.